# ФК Хајдук Сарајево
Раднички спортски клуб Хајдук је био фудбалски клуб из Сарајева. Клуб се такмичио у лигама Краљевине Југославије, али није успио да се пласира у прву лигу, ни једне сезоне. Хајдук је био један од најстарији клубова у Босни и Херцеговини, а послије Славије и САШКа, први професионални спортски клуб у Сарајеву.

## Историјат
Фудбал је у почетку, у Југославији, па и у Сарајеву, био привилегија интелектуалаца, али га је убрзо почела играти и радничка омладина. Млади радници Жељезничке радионице основали су 1912. године први раднички клуб у Сарајеву - Хајдук, који је годинама био мјесто окупљања радника и својеврстан начин борбе против националних стремљења испољених приликом стварања и дјеловања српског, хрватског, муслиманског и јеврејског клуба.
Боја клуба је била црвена, као и боје дресова у којима су наступали. Клуб је своје утакмице играо на стадиону који се налазио на мјесту данашње дворане Скендерија у Сарајеву. Хајдук је, иако клуб, који није окупљао само један народ, подијелио судбину, Славије, САШКа и Баракуде. Комунистичке власти су након Другог свјетског рата, након забране обнове рада, предратним клубовима, угасиле и Хајдук.
У сезони 1939/40. Хајдук се такмичио у склопу 1. разреда Регионалне лиге, сарајевског подсавеза. Те сезоне треће мјесто је заузео Ђерзелез, друго мјесто Жељезничар, а прво мјесто са 19 бодова Хајдук, чиме је осигурао мјесто међу тадашњим фудбалским великанима Краљевине Југославије. Хајдук је у сљедећој сезони, 1941/42. требало да игра у Првенству Краљевине Југославије, а Сарајево поред Славије да добије још једног представника у Првенству Краљевине Југославије, али након инвазије сила Осовине 1941. године, Краљевина Југославија се распала, а самим тим је престала и свака спортска активност.